# Ingenuity
Cet article concerne l'album d'Ultravox. Pour l'hélicoptère partie de la mission martienne Mars 2020, voir Ingenuity (hélicoptère).
Albums de Ultravox
Revelation
(1993) Brilliant
(2012)
Ingenuity est le dixième album studio d'Ultravox, sorti en 1994. Comme sur l'album précédent, Revelation, le claviériste Billy Currie est le seul membre d'origine du groupe encore présent. À part Currie, aucun des musiciens présents sur Revelation ne figure sur Ingenuity.

## Titres
Toutes les chansons sont créditées aux cinq membres du groupe.
1. Ingenuity – 4:44
2. There Goes a Beautiful World – 4:10
3. Give It All Back – 4:21
4. Future Picture Forever – 4:17
5. The Silent Cries – 4:14
6. Distance – 3:51
7. Ideals – 4:12
8. Who'll Save You – 6:36
9. A Way Out. A Way Through. – 4:07
10. Majestic – 4:18

## Musiciens
- Billy Currie : claviers, alto, production
- Sam Blue : chant
- Vinny Burns (en) : guitare
- Tony Holmes : batterie
- Gary Williams : basse